# 精益六西格瑪
精益（Lean）是起源于豐田的一套管理方法，目的是消除浪費，減短週期時間，提高生產效率；六西格瑪 (Six Sigma)是在九十年代中期被GE成功地從一種品質管制方法演變成為一個高度有效的企業流程設計、改造和優化管理方法，繼而成為追求管理卓越性的企業最為重要的戰略措施。從精益和六西格瑪管理法二者之間的聯繫看，二者在哲學思想上都致力於消除浪費，追求完美；在關注焦點上都以顧客需求為核心。因此，精益與六西格瑪管理法的結合---精益六西格瑪可以説明企業管理實現從戰略層次到戰術層次全方位的整合，是企業業務流程的優化，是企業追求卓越的過程。

## 相關閱讀
- 精益生產
- 六標準差